# Liste der Wappen im Landkreis Harburg
Diese Liste zeigt die Wappen der Samtgemeinden, Gemeinden und vormals selbständigen
Gemeinden im Landkreis Harburg in Niedersachsen.

Wappen des Landkreises Harburg
Lage des Landkreises Harburg in Niedersachsen

## Einheitsgemeindewappen

Stadt Buchholz in der Nordheide[1]
Gemeinde Neu Wulmstorf[2]
Gemeinde Rosengarten
Gemeinde Seevetal[3]
Gemeinde Stelle[4]
Kreisstadt Winsen (Luhe)[5]

## Samtgemeindewappen

Samtgemeinde Elbmarsch
Samtgemeinde Hanstedt[6]
Samtgemeinde Hollenstedt (Details)
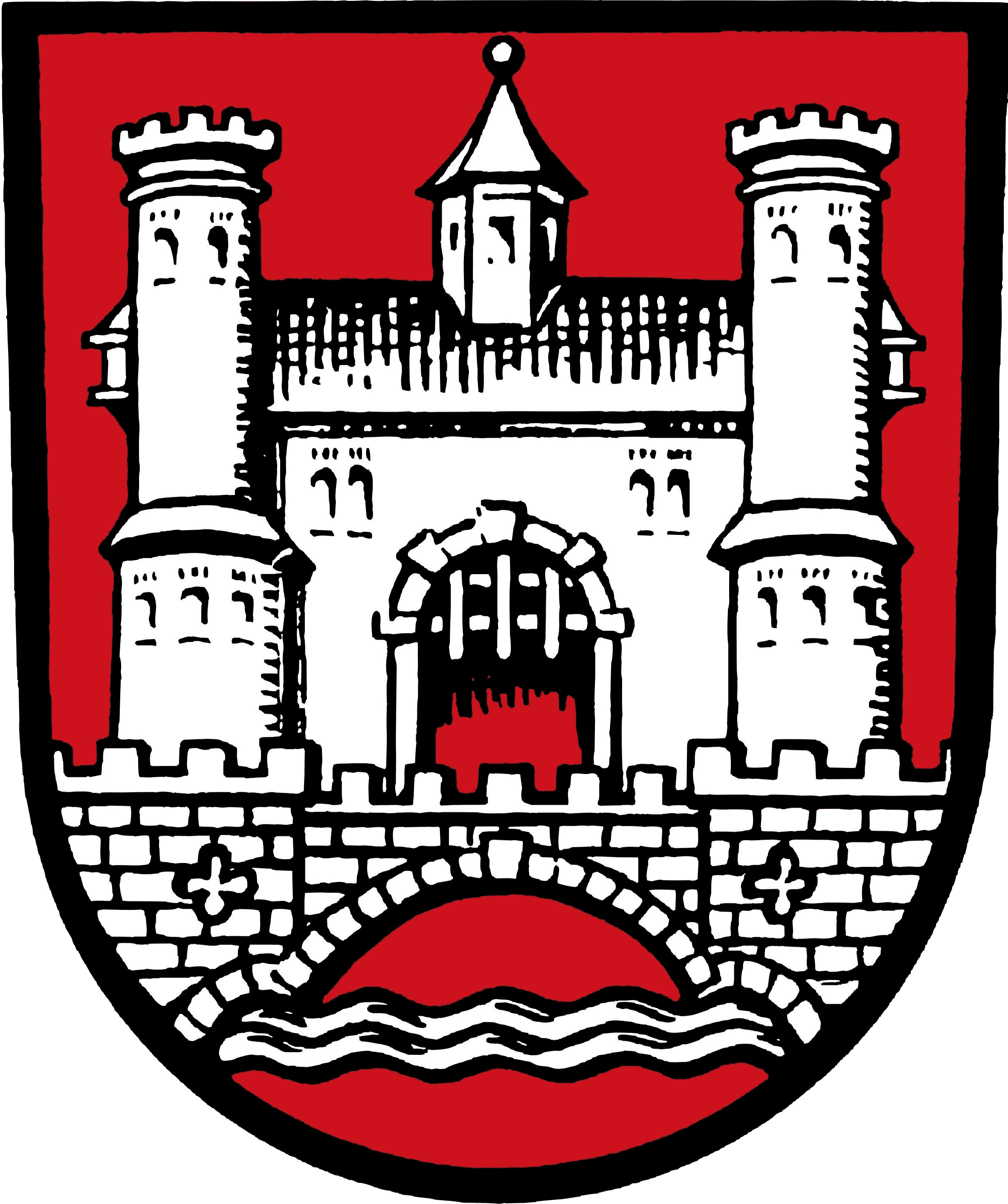
Samtgemeinde Jesteburg (führt das Wappen der Gemeinde Jesteburg)
Samtgemeinde Salzhausen[7]
Samtgemeinde Tostedt[8]

## Wappen der Gemeinden

### Mitgliedsgemeinden derSamtgemeinde Elbmarsch

Gemeinde Drage
Gemeinde Marschacht
Gemeinde Tespe (Details)

### Mitgliedsgemeinden derSamtgemeinde Hanstedt

Gemeinde Asendorf
Gemeinde Brackel
Gemeinde Egestorf
Gemeinde Hanstedt
Gemeinde Marxen
Gemeinde Undeloh

- Gemeinde
Asendorf[9]
- Gemeinde
Brackel[10]
- Gemeinde
Egestorf[11]
- Gemeinde
Hanstedt[12]
- Gemeinde
Marxen[13]
- Gemeinde
Undeloh[14]

### Mitgliedsgemeinden derSamtgemeinde Hollenstedt

Gemeinde Appel
Gemeinde Drestedt
Gemeinde Halvesbostel
Gemeinde Hollenstedt
Gemeinde Moisburg
Gemeinde Regesbostel
Gemeinde Wenzendorf

- Gemeinde
Appel[15]
- Gemeinde
Drestedt[16]
- Gemeinde
Halvesbostel[17]
- Gemeinde
Hollenstedt[18]
- Gemeinde
Moisburg[19]
- Gemeinde
Regesbostel[20]
- Gemeinde
Wenzendorf[21]

### Mitgliedsgemeinden derSamtgemeinde Jesteburg

Gemeinde Bendestorf
Gemeinde Harmstorf
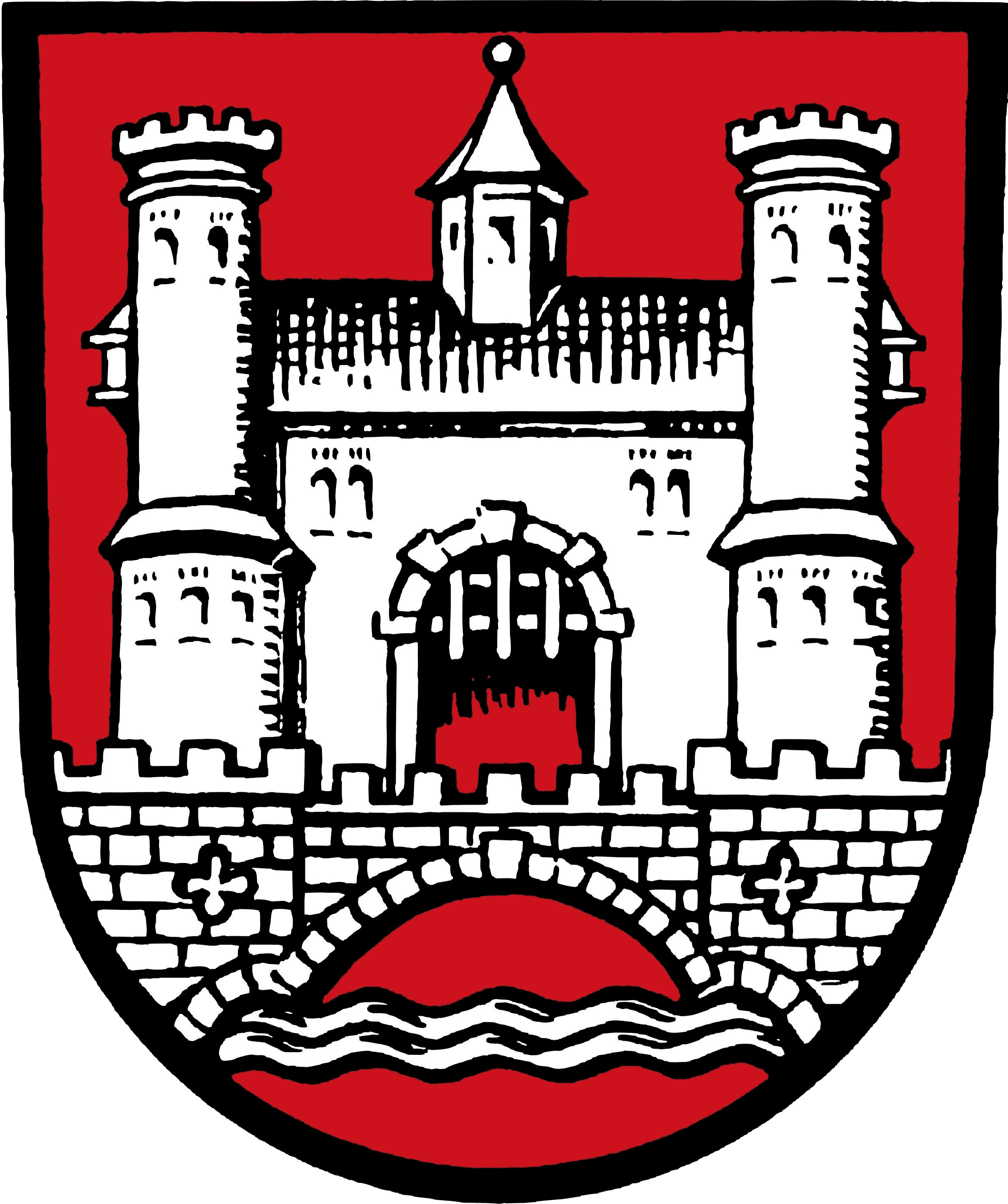
Gemeinde Jesteburg

- Gemeinde
Bendestorf[22]
- Gemeinde
Harmstorf[23]
- Gemeinde
Jesteburg[24]

### Mitgliedsgemeinden derSamtgemeinde Salzhausen

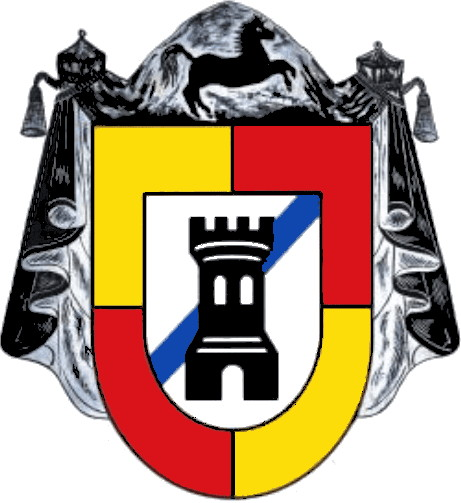
Gemeinde Eyendorf
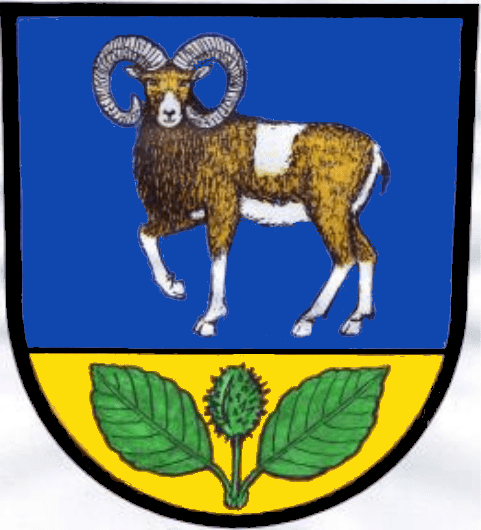
Gemeinde Garlstorf
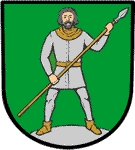
Gemeinde Garstedt
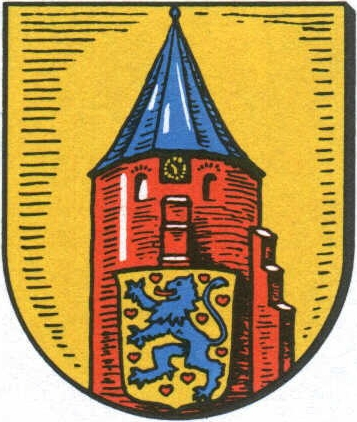
Gemeinde Salzhausen
Gemeinde Toppenstedt
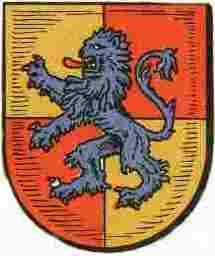
Gemeinde Vierhöfen
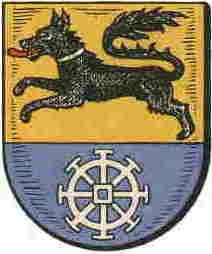
Gemeinde Wulfsen

### Mitgliedsgemeinden derSamtgemeinde Tostedt

Gemeinde Dohren[25]
Gemeinde Handeloh[26]
Gemeinde Heidenau[27]
Gemeinde Kakenstorf[28]
Gemeinde Königsmoor (Details)
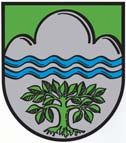
Gemeinde Otter
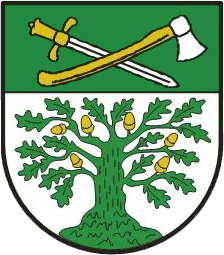
Gemeinde Tostedt
Gemeinde Welle[31]
Gemeinde Wistedt[32]

## Wappen ehemals selbständiger Gemeinden

### Ortsteile der GemeindeBrackel

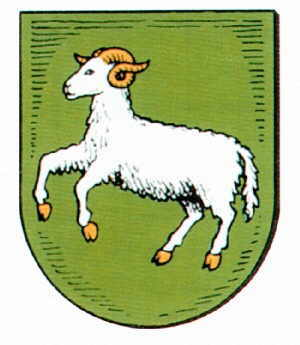
Thieshope

### Ortsteile der StadtBuchholz in der Nordheide

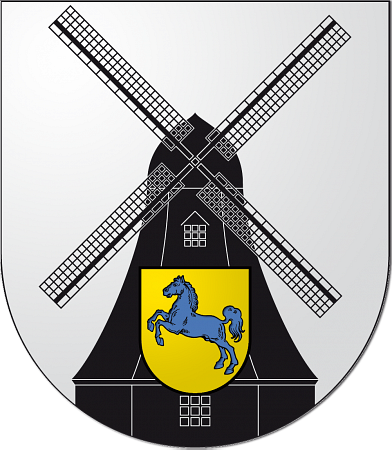
Dibbersen
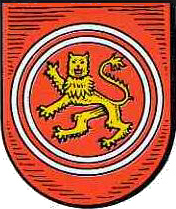
Reindorf
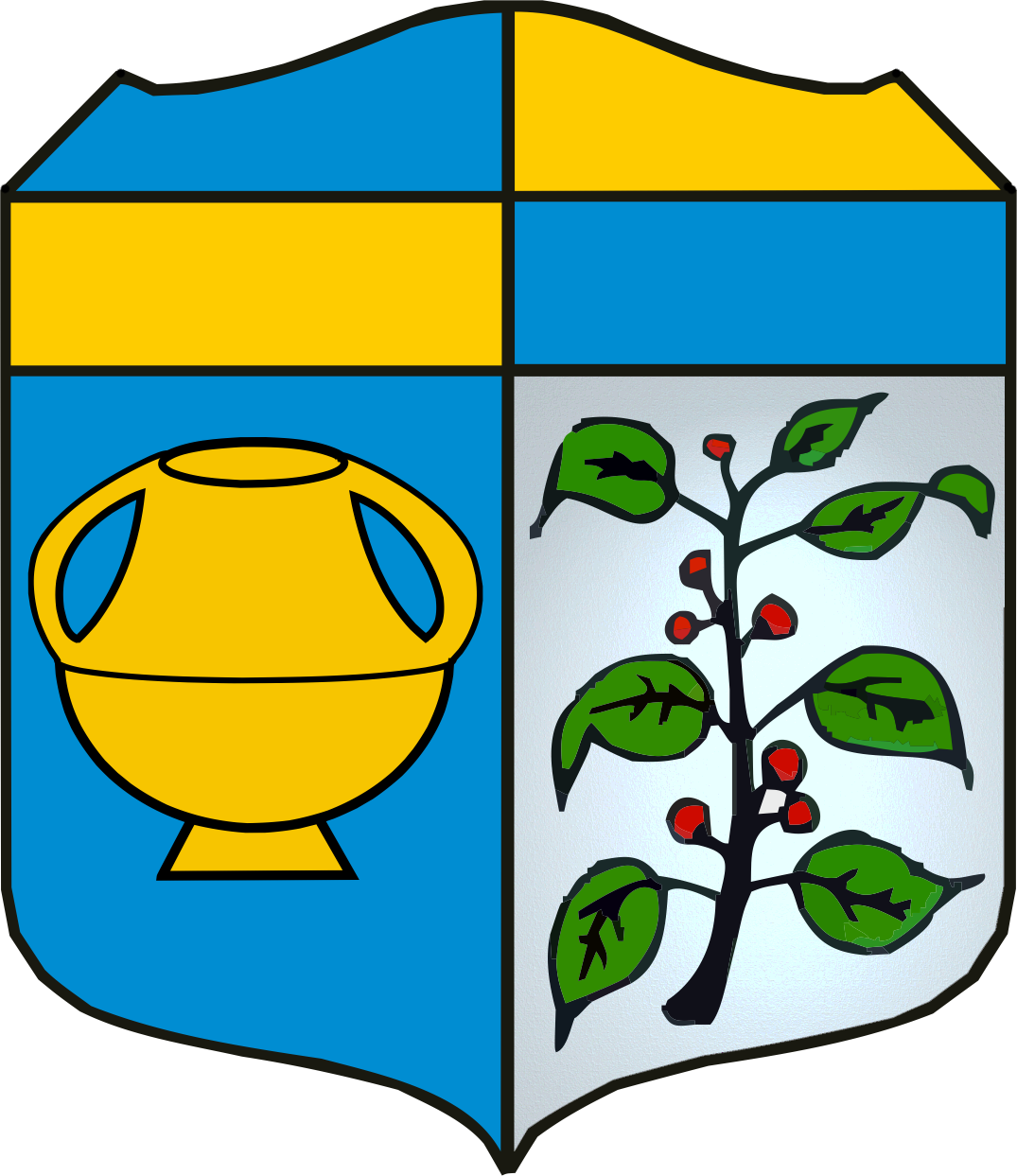
Sprötze
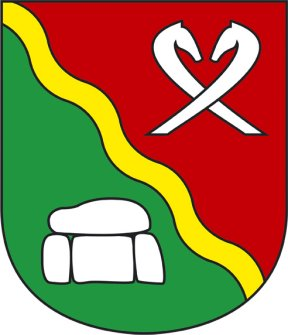
Steinbeck

### Ortsteile der GemeindeEgestorf

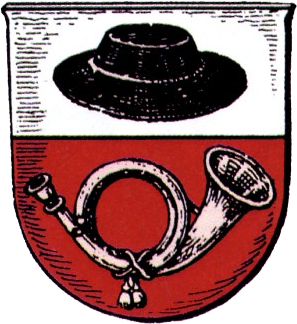
Sahrendorf

### Ortsteile der GemeindeHanstedt

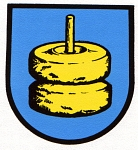
Quarrendorf

### Ortsteile der GemeindeJesteburg

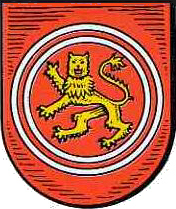
Itzenbüttel
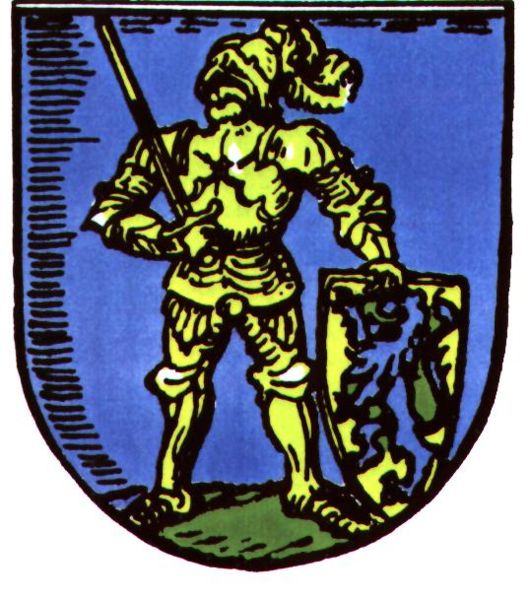
Lüllau

- Itzenbüttel[33]
- Lüllau[34]

### Orte und Ortsteile der EinheitsgemeindeNeu Wulmstorf

Daerstorf
Elstorf
Rade
Rübke
Schwiederstorf

### Ortsteile der EinheitsgemeindeRosengarten

Eckel
Ehestorf
Emsen
Klecken
Leversen
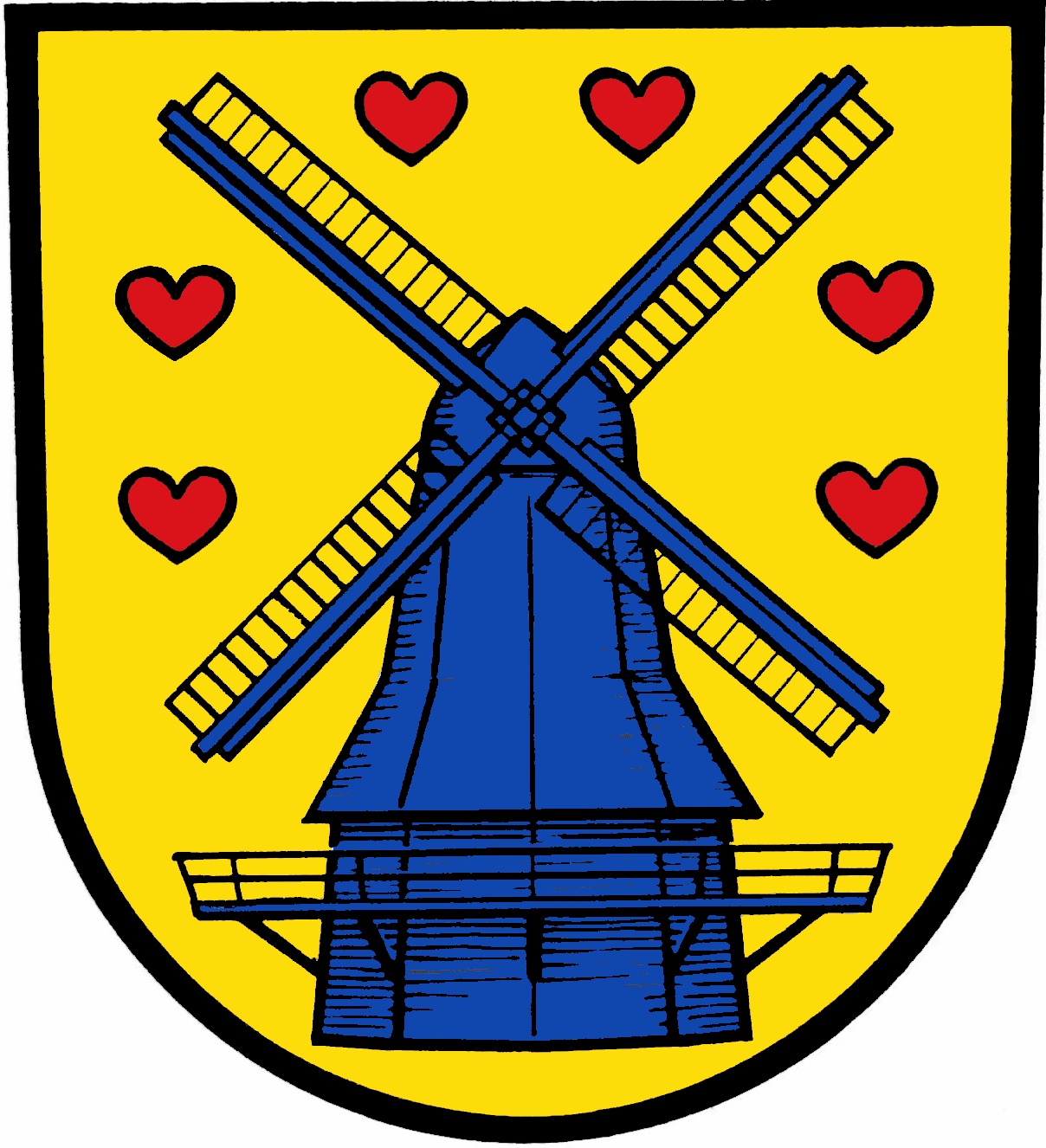
Iddensen
Nenndorf
Sottorf
Tötensen
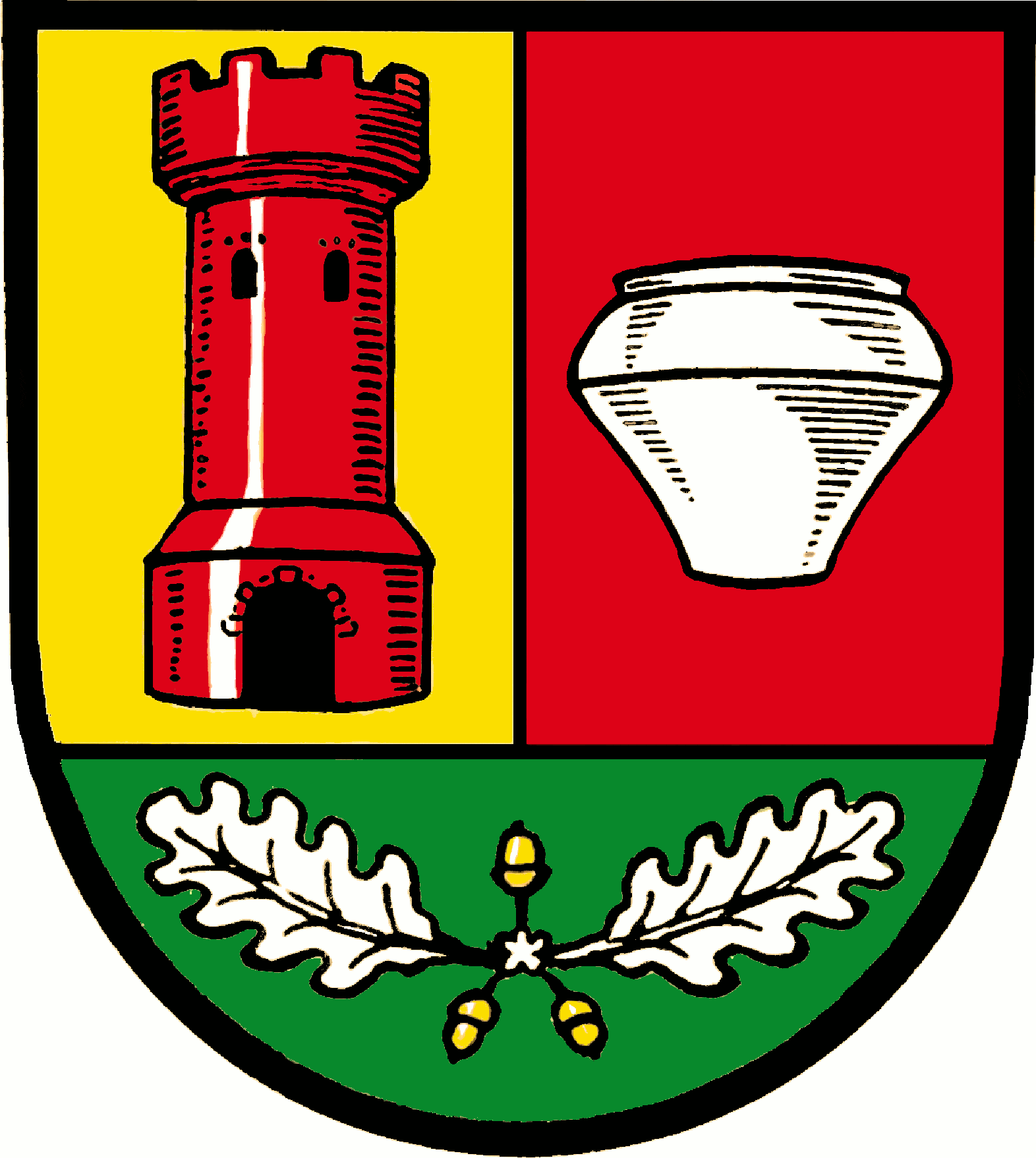
Vahrendorf

### Ortsteile der GemeindeSeevetal

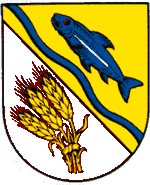
Beckedorf
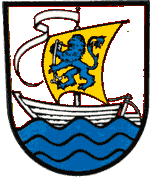
Bullenhausen
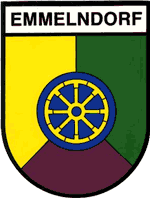
Emmelndorf
Fleestedt
Hittfeld
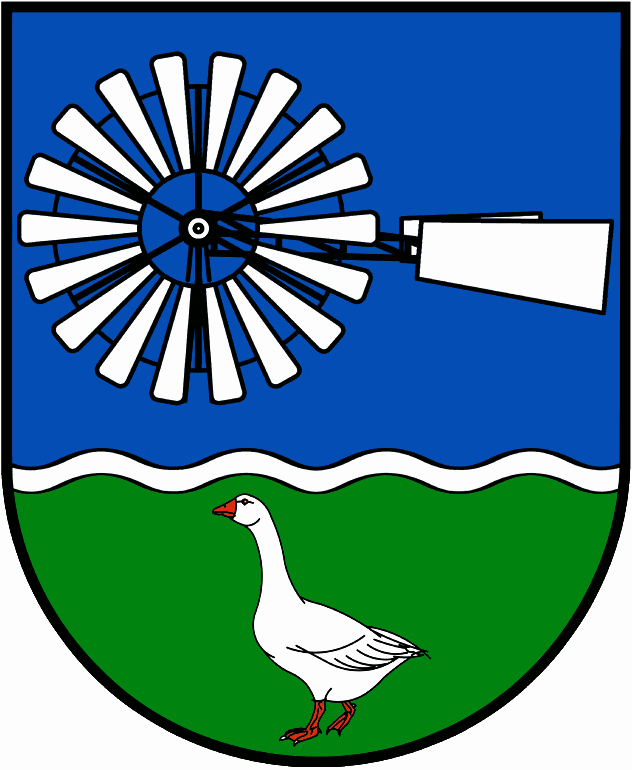
Holtorfsloh
Horst
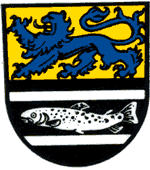
Hörsten
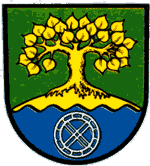
Lindhorst
Maschen
Meckelfeld
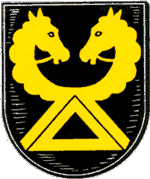
Ohlendorf
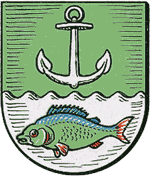
Over
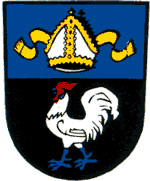
Ramelsloh

### Ortsteile der GemeindeStelle

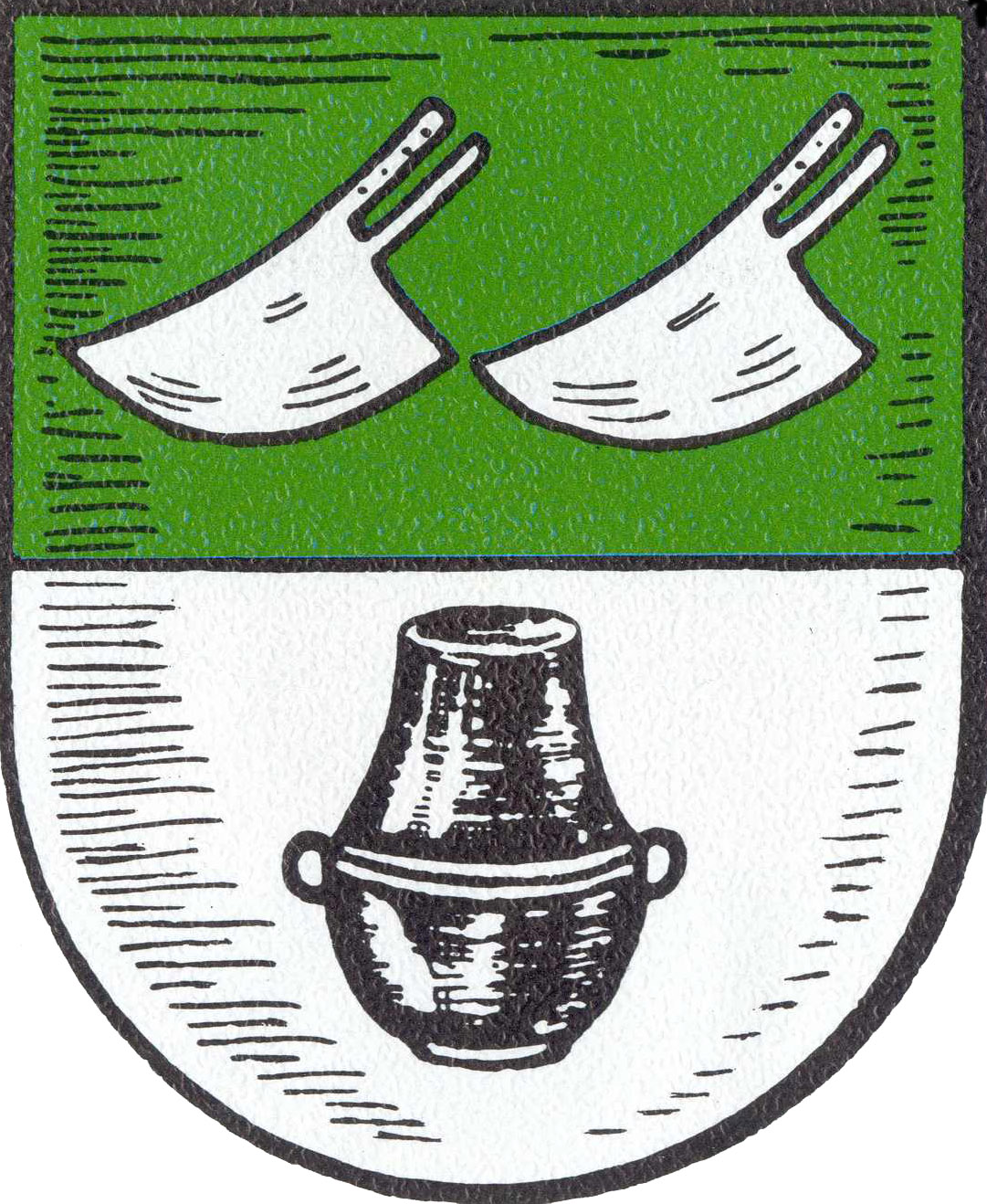
Ashausen
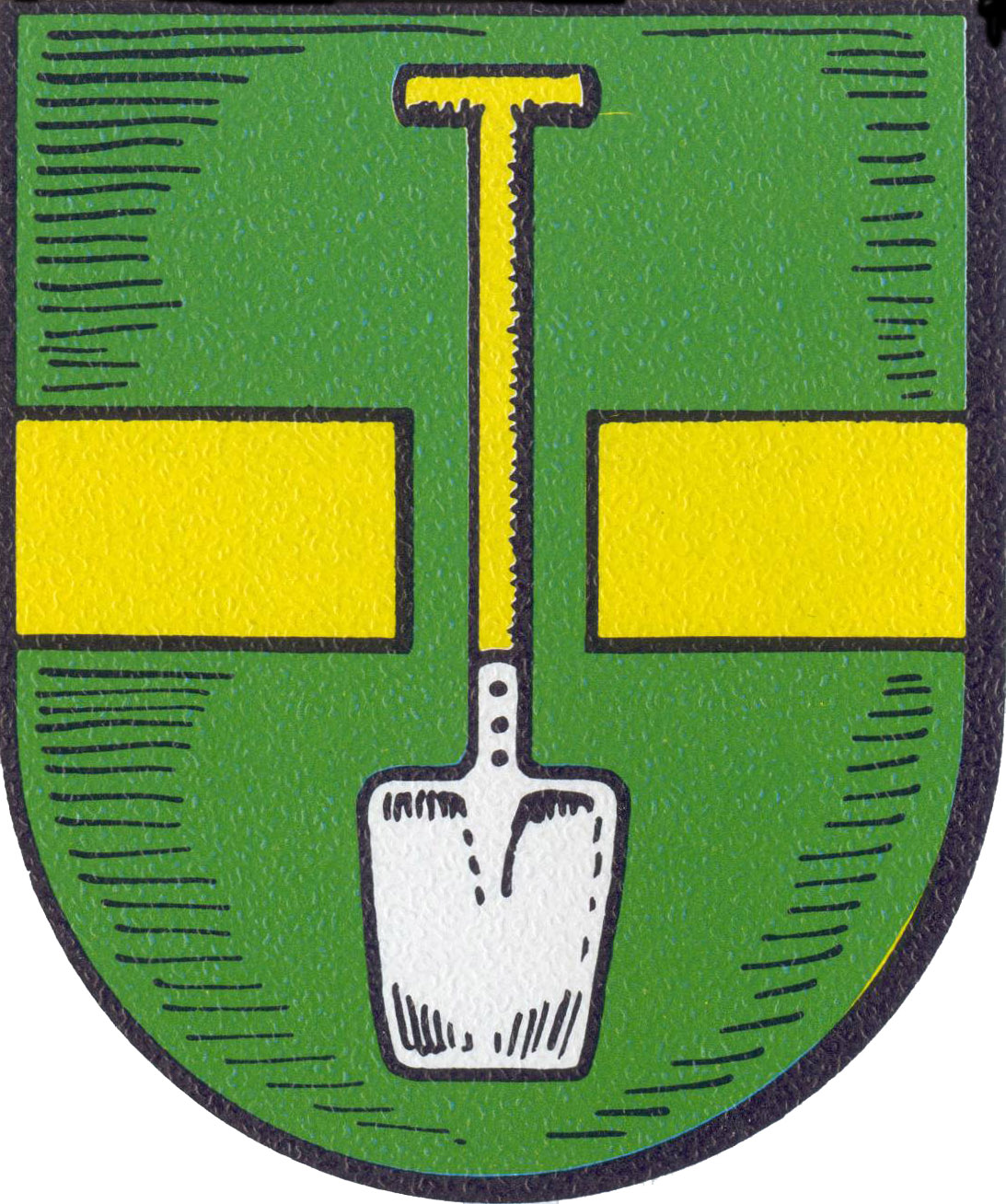
Achterdeich
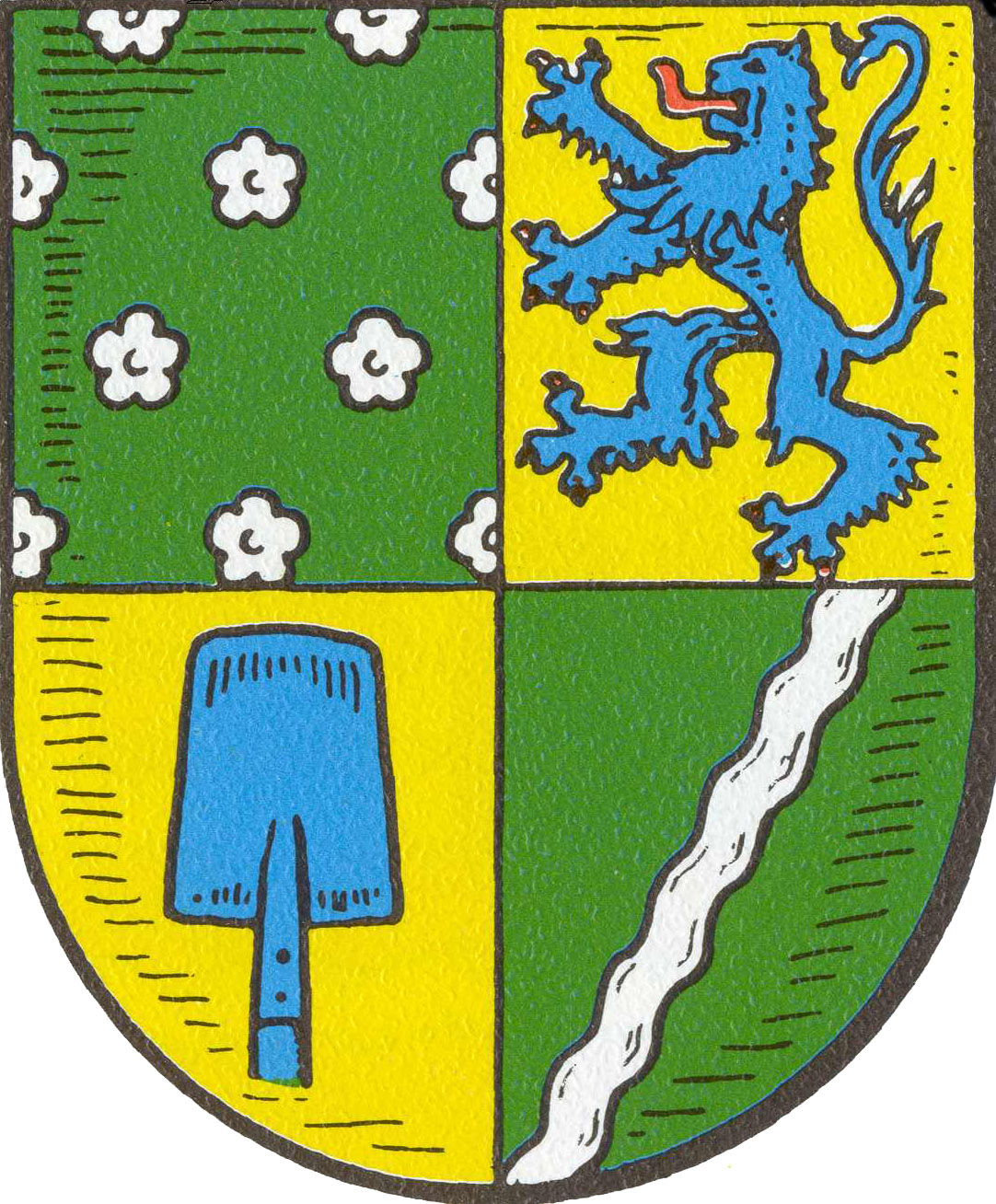
Fliegenberg
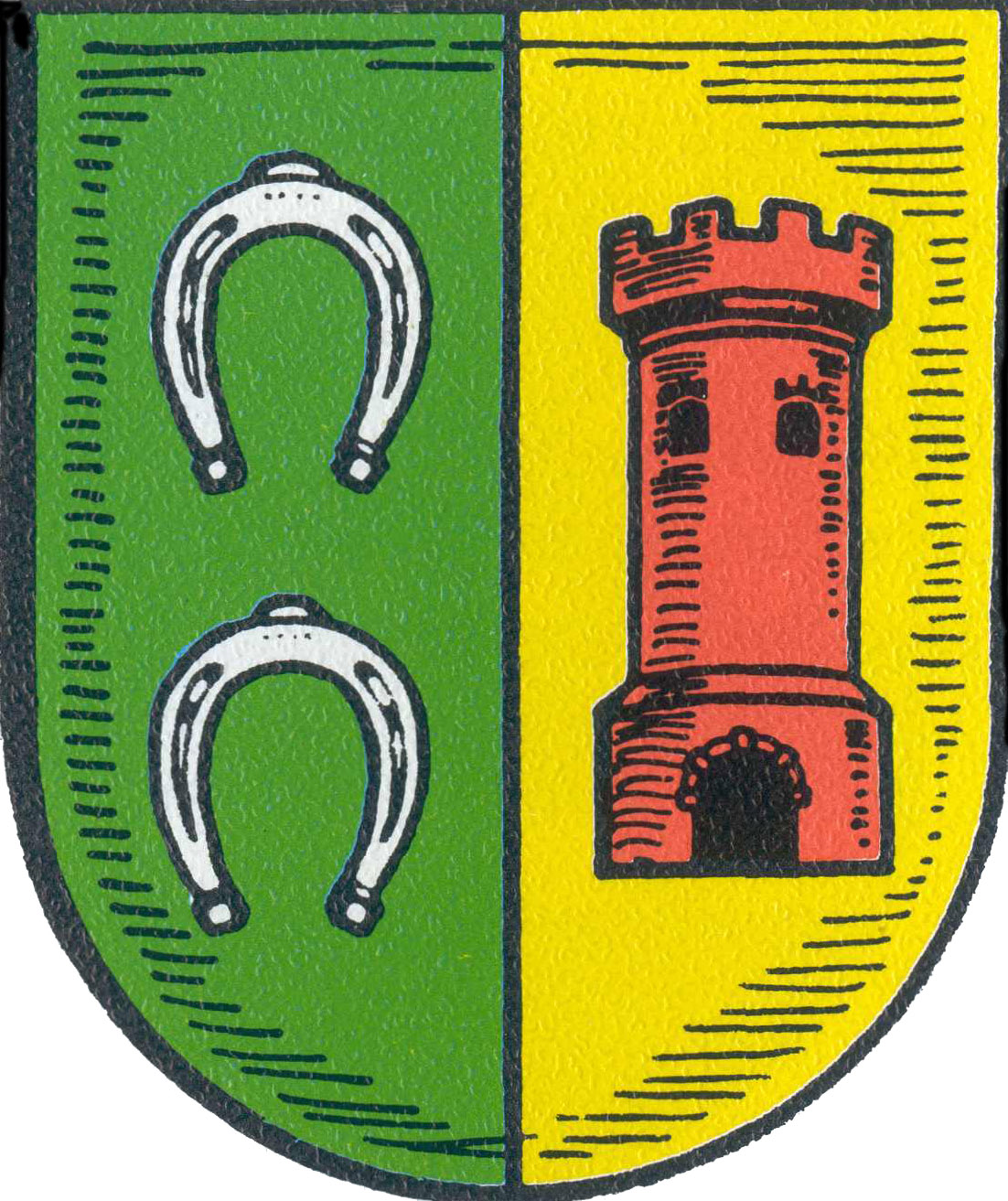
Rosenweide

- Ashausen[35]
- Achterdeich[36]
- Fliegenberg[37]
- Rosenweide[38]

### Ortsteile der StadtWinsen (Luhe)

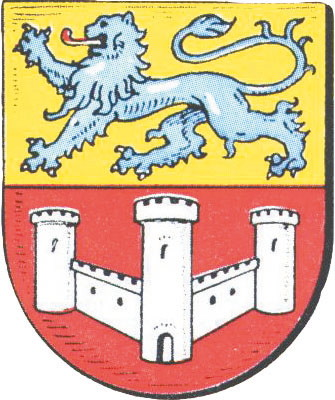
Bahlburg
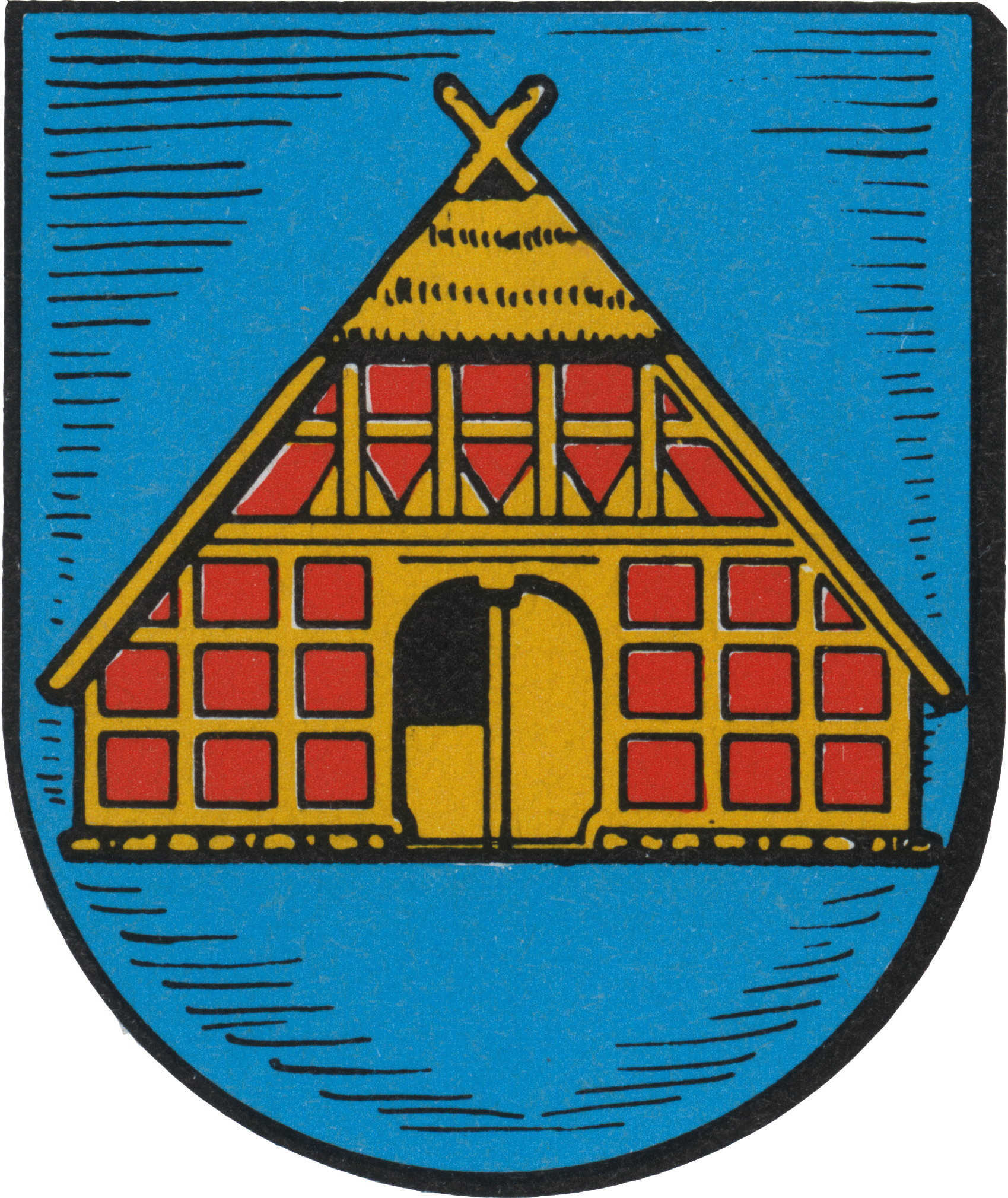
Borstel
Gehrden
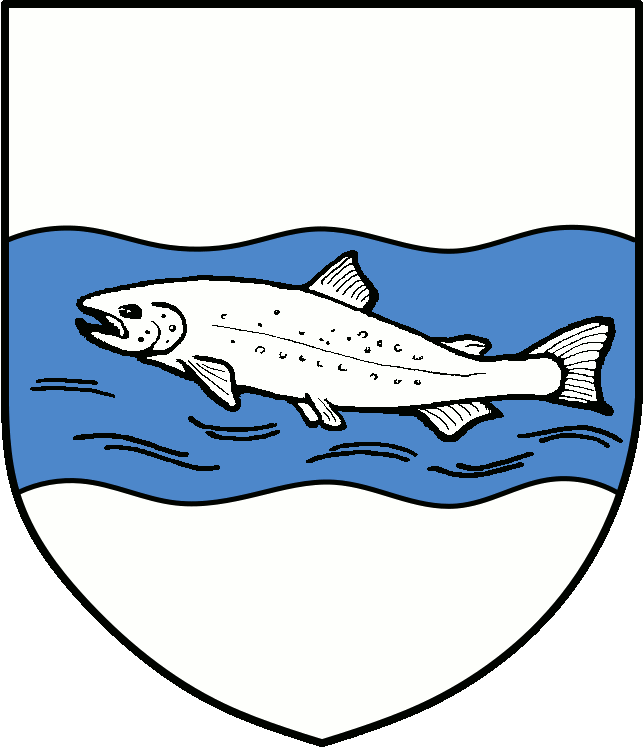
Laßrönne
Luhdorf (Details)
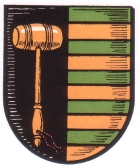
Pattensen
Rottorf
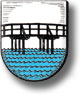
Roydorf
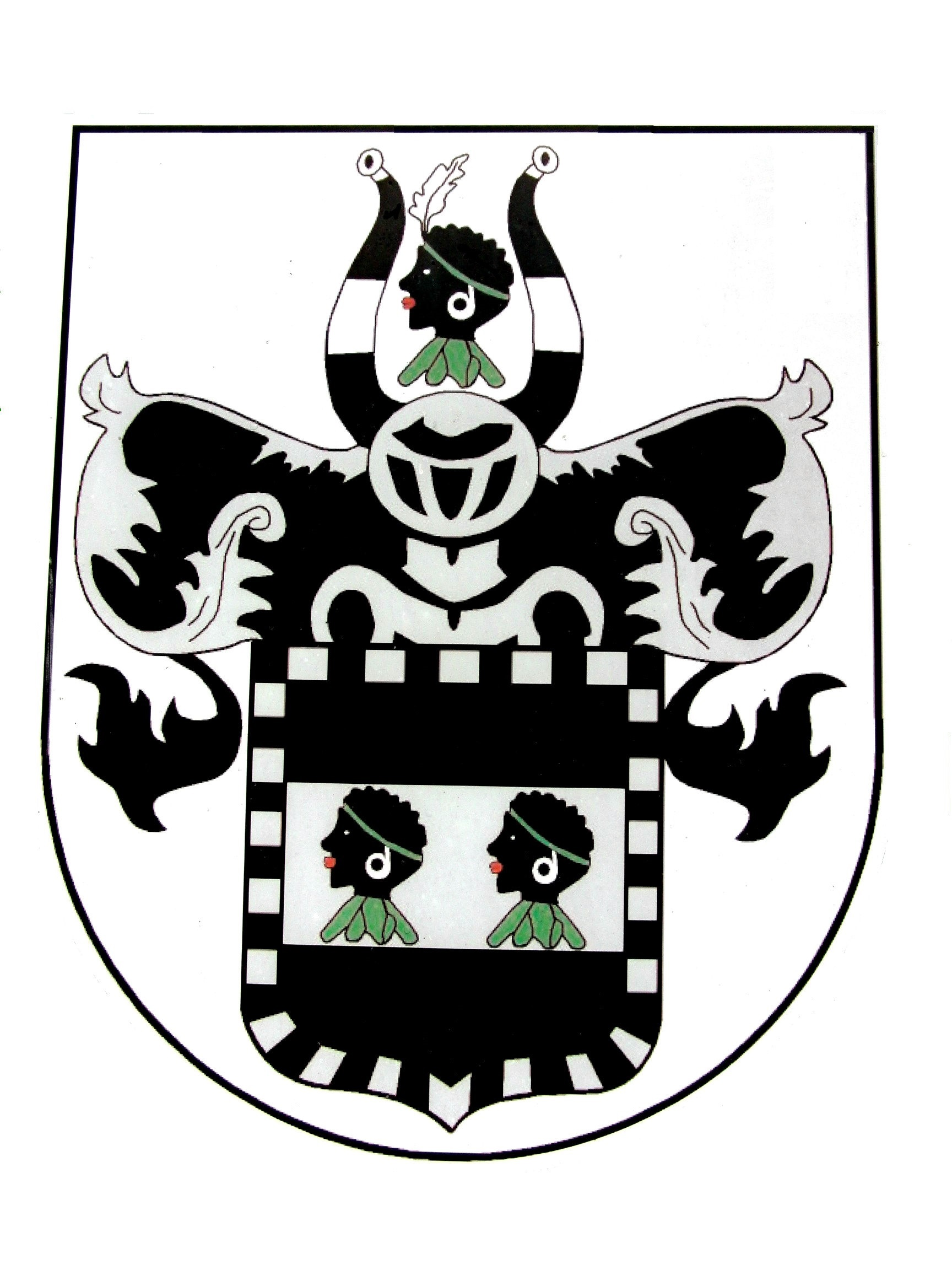
Sangenstedt
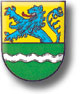
Scharmbeck
Stöckte (Details)

## Blasonierungen
1. ↑  Buchholz in der Nordheide: „Das Wappen der Stadt zeigt einen Schild, dessen oberes Feld geteilt ist. Auf der vom Schild aus gesehenen linken Seite findet sich auf goldenem Grund ein Buchenzweig mit fünf grünen Blättern. Die rechte Seite enthält auf blauem Grund in Gold zwei niedersächsische Pferdeköpfe, die nach innen gerichtet sind. In der unteren Hälfte ist rotes Mauerwerk in fünf Schichten zu sehen.“
2. ↑  Neu Wulmstorf: „Blaue Spitze mit silbernem Kreis auf goldenem Schild.“
3. ↑  Seevetal: „In Grün eine silberne Wellenleiste, begleitet oben von einem linkshin stehenden goldenen Löwen, unten von einem goldenen Mühlstein mit 19 Segmenten und einem schwarzen Mühleisen.“
4. ↑  Stelle: „Von Gold und Schwarz geteilt. Oben zwei schwarze sich zugewandte gekreuzte Pferdeköpfe. Unten ein schwarzes Rundschild.“
5. ↑  Winsen: „Das Wappen zeigt im blauen Feld einen aufrecht schreitenden, rotzüngigen und mit roten Krallen bewehrten goldenen (oder gelben) Löwen, der von acht roten Herzen umgeben ist.“
6. ↑  Samtgemeinde Hanstedt: „In Gold ein schwarzer balzender Birkhahn mit roten Wärzchen über den Augen.“
7. ↑  Samtgemeinde Salzhausen: „In Gold eine schwarz umrandete goldene eingebogene Spitze mit einem roten Turm mit blauem Dach, links ein schwarzes Mühlenrad mit zwölf Speichen und rechts ein schwarzes steigendes Ross.“
8. ↑  Samtgemeinde Tostedt: „In Silber ein grünes Herzschild, darin schräg gekreuzt ein silbernes Schwert mit goldenem Knauf durchkreuzt von einer silbernen Axt mit goldenem Stiel, beseitet von acht grünen Eichenblättern.“
9. ↑  Asendorf: „Schild in Silber und Rot geteilt. Oben ein roter Achtstern, unten ein silberner Arm, der in der Faust eine silberne, zerrissene Kette hält.“
10. ↑  Brackel: „Auf rotem Grund eine silberne Flachsbrake.“
11. ↑  Egestorf: „In Rot in silberner Glockenturm neben einem silbernen Kirchenschiff. Im Schildfuß wachsend fünf goldene gestielte Ähren.“
12. ↑  Hanstedt: „Schild in Silber und Grün gespalten über rotem Schildfuß. Oben rechts eine rote Windmühle, links ein silberner halber Mann mit Bart, der auf der linken Seite einen Stein in beiden Händen hält. Im Schildfuß ein silberner Wellenbach.“
13. ↑  Marxen: „Von Rot und Silber gespalten. Rechts ein silberner Kesselhaken, links ein grüner Eichenbruch mit zwei Eicheln.“
14. ↑  Undeloh: „Roter Glockenturm mit grünem Dach auf grünem Schildfuß und im linken schwarzen Feld ein goldenes Hirschgeweih mit silbernem Schädel.“
15. ↑  Appel: „Von Gold und Blau geteilt, oben ein schwarzer Giebel mit gekreuzten, nach innen blickenden Pferdeköpfen und vier roten Gefachen, unten ein schwimmender, rotbewehrter silberner Schwan.“
16. ↑  Drestedt: „Schild gespalten. Links von Rot und Silber dreimal geteilt. Rechts in Silber drei rote Häuser mit schwarzen Dächern.“
17. ↑  Halvesbostel: „Schild schräglinks geteilt. Oben in Grün ein Sumpf-Porststrauch mit sechs roten Blättern, einem roten Stängel und fünf silbernen Blüten mit goldenen Staubgefäßen. Unten in Gold eine schwarze Damhirsch-Schaufel.“
18. ↑  Hollenstedt: „In Rot ein mit der Schneide nach rechts gestelltes silbernes Beil mit goldenem Stiel.“
19. ↑  Moisburg: „Von Silber und Blau gespalten. Rechts ein roter Burgturm, links ein silberner Balken belegt mit drei roten Pfahl-Leisten.“
20. ↑  Regesbostel: „Von Blau und Silber zweimal gespalten und mit einer goldenen Dreiknopffibel aus der Völkerwanderungszeit belegt.“
21. ↑  Wenzendorf: „Von Rot und Silber gespalten. Rechts zwei silberne Pflugschare, links ein schwarzer Flugzeugpropeller.“
22. ↑  Bendestorf: „In Blau und Silber schräglinks geteilt. Oben eine goldene Sonne, unten ein schwarzes Mühlrad über blauem Wellenband.“
23. ↑  Harmstorf: „Das Wappen ist wellenförmig schräg geteilt. Oben sind drei silberne Pferdeköpfe auf grünem Grund, unten ein blauer Schild schräg überlegt mit einem gestürzten silbernen Schwert auf goldenem Grund abgebildet.“
24. ↑  Jesteburg und Samtgemeinde Jesteburg: „In Rot eine silberne Burg mit einer silbernen Wellenleiste im Schildfuß.“
25. ↑  Dohren: „Zwei konzentrische, silberne Kreise umschließen auf grünem Schild einen Dornenbusch in Silber.“
26. ↑  Handeloh: „Im gespaltenen und rechts gelteilten Schild, oben in Grün ein goldenens Wagenrad mit acht Speichen, unten in Silber zwei blaue Wellenbalken, links in Gold eine schwarze Kiefer mit vier Wurzeln.“
27. ↑  Heidenau: „Schild in Rot und Grün, geteilt durch ein silbernes Wellenband. Oben eine silberne Heidschnucke, unten zwei silberne ineinandergelegte Hände.“
28. ↑  Kakenstorf: „Von Blau und Silber geviertelt, belegt mit goldenen, gekreuzten, nach innen gerichteten Pferdeköpfen.“
29. ↑  Otter: „In Grün ein erhöhter sílberner Dreiberg, belegt oben mit zwei blauen Wellenbändern, unten mit einer grünen Buche.“
30. ↑  Tostedt: „Im grünen Schildhaupt ein silbernes Schwert mit goldenem Knauf, durchkreuzt von einer silbernen Axt mit goldenem Stiel. Darunter in Silber eine grüne Eiche mit goldenen Eicheln auf grünem Boden.“
31. ↑  Welle: „Von Blau und Grün durch silberne Wellenleiste geteilt. Oben eine silberne Windmühle, unten ein goldenes Posthorn.“
32. ↑  Wistedt: „Zweimal geteilt von Grün, Silber und Rot. Oben in Grün ein waagerechter silberner Torfspaten. In der Mitte in Silber eine grüne Heidlee mit Heidharke gekreuzt. Rot der Schildsockel. Von unten her zwei zueinander und wieder auseinander strebende Wellenbalken in Blau.“
33. ↑  Itzenbüttel: „Auf rotem Schilde zwei silberne konzentrische Kreise, darin ein herschauender, goldener Löwe mit blauer Bewehrung.“
34. ↑  Lüllau: „In Blau auf grünem Boden ein Ritter in goldener Rüstung, der in der Rechten ein goldenes Schwert, in der Linken einen auf dem Boden stehenden goldenen Schild hält, der den Lüneburger blauen Löwen zeigt.“
35. ↑  Ashausen: „Im Grün und Silber geteilt. Oben zwei silberne Pflugscharen, unten eine schwarze Urne.“
36. ↑  Achterdeich: „Auf grünem Schild in der Mitte ein goldener Balken, den ein silberner Spaten mit goldenem Stiel durchschneidet.“
37. ↑  Fliegenberg: „Gevierteter Schild, 1. auf grünem Felde silberne Blüten, 2. auf Gold der blaue Lüneburger Löwe, 3. auf Gold ein blauer Spaten mit rotem Griff, 4. auf grünem Felde ein silbernes schräglinkes Wellenband.“
38. ↑  Rosenweide: „Von Grün und Gold gespalten. Rechts zwei silberne Hufeisen, links ein roter Turm.“
39. ↑  Sangenstedt: „Das Sangenstedter Wappen war ursprünglich das Wappen der „Edlen zu Sanckenstedt“, der Sangenstedter Adelsfamilie, die im 16. Jahrhundert ausstarb. Es zeigt einen schwarz-silbernen Schild und eine silberne Rüstung mit Schulterdecke auf weißen Grund und schwarzen Rand. Den Schild zieren zwei in grün gekleidete Mohrenköpfe mit roten Lippen und grünen Kranz auf dem Kopf. Der Helm trägt zwei Büffelhörner auswärts zeigend. Dort in der Mitte befindet sich erneut ein Mohrenkopf mit zusätzlicher Straußenfeder.“